# Ageneiosus atronasus
Ageneiosus atronasus är en fiskart som beskrevs av Eigenmann och Eigenmann, 1888. Ageneiosus atronasus ingår i släktet Ageneiosus och familjen Auchenipteridae. Inga underarter finns listade i Catalogue of Life.